# Шеппинг, Отто Дмитриевич
Барон  Отто Дмитриевич Шеппинг (Отто Густав, Отто Фридрих, Отто Фридрихович Гамме Шеппинг, до 1824 назывался Дмитрием Андреевичем; 1 июля 1790 Курляндия — 13 января 1874 Висбаден) — генерал-майор русской императорской армии, участник Отечественной войны 1812 года.

## Биография
Сын Дитриха Эрнста фон Шёппинга (1749—1818) от брака его с графиней Елизаветой Оттоновной Штакельберг (1760—1837), дочерью дипломата О. М. Штакельберга.
Образование получил в иезуитском пансионе аббата Николя в Санкт-Петербурге, числясь с 12 января 1805 года юнкером в Коллегии иностранных дел. В январе 1810 года был причислен к российской дипломатической миссии в Берлине и 1 января 1811 года назначен переводчиком в коллегии иностранных дел. Уже 4 мая 1812 года вышел с гражданской службы, а 1 июня того же года поступил юнкером в конно-артиллерийскую 4-ю роту; 12 августа того же года произведён в прапорщики. В ходе Отечественной войны 1812 года сражался с французами под Витебском, Смоленском, Бородином, Тарутином, Малоярославцем, Красным. В декабре 1812 года переведён в Кавалергардский полк и откомандирован к генерал-адъютанту А. И. Чернышёву (на которого возлагалось взятие Берлина, а Шеппинг по своей прежней дипломатической службе в столице Пруссии мог быть ему полезен). В отряде Чернышёва принял участие в боевых действиях и в феврале 1813 года одним из первых вошёл в Берлин.
Был произведен в ротмистры 1 декабря 1814 года, а 1 августа 1815 года назначен флигель-адъютантом к Его Императорскому Величеству. В 1817 году назначен в числе других лиц, посланных в Берлин для сопровождения в Россию невесты великого князя Николая Павловича принцессы Шарлотты (будущей императрицы Александры Фёдоровны); 12 декабря 1817 года был произведен в полковники.
В марте 1819 года назначен помощником начальника штаба Гвардейского корпуса; 28 ноября 1824 года по домашним обстоятельствам был уволен в отставку с мундиром и пенсией и поселился в Москве.
В 1863 году был избран московским дворянством депутатом для введения нового общественного управления в Москве. Последние двадцать лет своей жизни жил с семьей за границей, главным образом в Париже, где по словам А. О. Смирновой, «только и знал, что сплетничать». Скончался в Висбадене (Германия) 13 января 1874 года в возрасте 83-х лет.

## Награды
- Орден Святого Владимира 4-й степени с бантом.
- Орден Святой Анны 2-й степени с алмазами и золотой шпагой с надписью "За храбрость".
- Орден Святого Владимира 3-й степени.
- Орден Святой Анны 4-й степени
- Pour le Mérite
- Медаль «За взятие Парижа»
- орден Меча (Швеция)

## Семья
Жена (с 22 сентября 1822 года) — Мария Дмитриевна Черткова (1799—25.07.1874), дочь богатого помещика Дмитрия Васильевича Черткова (1758—1831) от брака его с Евдокией Степановной Тевяшевой (1769—1827); сестра коллекционера  А. Д. Черткова. Супруги Шеппинги были знакомы с А. С. Пушкиным, но в дружеских отношениях с поэтом не состояли. Пережила мужа на шесть месяцев и умерла от старческого слабоумия в 1874 году в Висбадене, похоронена там же на православном кладбище. Их сын:
- Дмитрий Оттович (1823—1895), в апреле 1854 года утверждённый в баронском достоинстве, занимался этнографией и мифологией и опубликовал несколько своих работ. Женат на Марии Петровне Языковой, их дочь Мария была замужем за бароном Притвицем.